# Surfin'
«Surfin» o también llamada "Surfin' Song" es el título de una canción escrita por Brian Wilson y Mike Love para The Beach Boys. La discográfica Candix Records la publicó como sencillo el 8 de diciembre de 1961 y más tarde apareció en el álbum Surfin' Safari de 1962. El lado B del sencillo era "Luau". Era la primera grabación lanzada por The Beach Boys y por tanto, constituye un momento importante en la historia del grupo. El grupo trataba de encontrar algo original y creativo para escribir una canción. 

## Orígenes de la canción
El surf era la última moda en California y el propio Dennis Wilson era un surfista apasionado. La canción tiene a Mike Love como la voz principal, con Carl Wilson en coro y guitarra, Al Jardine en coro y contrabajo, Brian Wilson en coro y percusión y Dennis Wilson en coro. Alcanzó el puesto n.º 75 en las listas de los Estados Unidos y jamás se publicó como sencillo en el Reino Unido.
Brian Wilson recuerda que: "yo comencé a cantar al piano surfin', surfin', surfin'". Parecía estúpido. Pero entonces Mike cantó ba-ba-dippity-dippity-ba-ba. Él bromeaba, tratando de dar con una idea nueva utilizando los mismos sonidos de bajo que había cantado veces incontables. Por alguna razón, esta vez cuando él cantó yo saqué unos acordes para acompañarlo y luego él añadió el cántico que yo había estado cantando, surfin ', surfin'".
Brian dice que: "veinte segundos más tarde, yo tenía la introducción para la canción que se convertiría en el primer éxito de los Beach Boys. Unas dos horas más tarde, terminé la canción y la llamé Surfin'".

## Grabación
Brian Wilson recuerda que "nosotros cinco llegamos a los estudios Morgan". El grupo cantó una versión de "Sloop John B". La respuesta de Hite Morgan era "en estos días necesitan algo original. Tienes que tener un ángulo. El negocio de la música se trata de la venta de un producto". Brian recuerda que "hubo un largo e incómodo momento de silencio que nos tomó mirando nuestros zapatos". Dennis Wilson sorprendió a los otros miembros del grupo cuando respondió: "Sí, tenemos una original. Se llama 'Surfin'". Hite Morgan luego les pidió que tocaran la canción, pero como recuerda Brian: "Bueno, no está terminada. Tenemos la canción, y es original, pero no está hecha todavía".

## Lanzamiento
Dennis Wilson recuerda: "la primera vez que escuchamos nuestro disco por la radio, nosotros [Carl, Brian, Dennis y David Marks] estábamos todos en Hawthorne Boulevard 1957 con el Ford de Brian... ellos [desde la radio] dijeron: 'Aquí está un grupo de Hawthorne, California, The Beach Boys, con su canción, "Surfin'"'. 'Fue un concurso; tocaron tres canciones y el que consiguió el mayor número de solicitudes por teléfono fue el que ellos sumaron a la lista de reproducción, nosotros nos quedamos gritando en la calle, y llamando a las puertas de todos "¡Nuestra canción esta en la radio!". Nada repetirá la expresión en el rostro de Brian".

## Publicaciones
Por ser la canción debut de la banda, "Surfin'" es compilada en Best of The Beach Boys Vol. 3 de 1968, regrabada para el álbum de estudio Summer in Paradise de 1992, también se encuentra en el primer CD de box set Good Vibrations: Thirty Years of The Beach Boys, en Lost & Found (1961-62) con otras canciones perdidas de The Beach Boys, en el álbum triple Platinum Collection: Sounds of Summer Edition de 2005 y en el box compilatorio de sencillos U.S. Singles Collection: The Capitol Years, 1962-1965 de 2008.